# Organizatory zarodka
Organizatory zarodka, centra organizacyjne, induktory, pola indukujące – części zarodka strunowców indukujące we wczesnym etapie embriogenezy powstawanie narządów osiowych (np. cewy nerwowej, struny grzbietowej, somitów). Organizatory powstają pod wpływem oddziaływań indukcyjnych centrum Nieuwkoopa (tj. grzbietowych komórek bieguna wegetatywnego blastuli).
Pojęcie to zostało po raz pierwszy użyte w 1924 roku przez Hansa Spermanna i Hilde Mangold.